# パインぱん
パインぱんは、2005年からフジパンより毎年夏季に販売されている商品である。

## 概要
ソフトなコッペパンに、ドライフルーツのパイナップルを入れた素朴な味わいとなっている。一部の学校給食にて、1975年頃から提供されていたパイナップルのダイス入りパンをフジパン社員が懐かしんだことが商品開発のヒントとなった。北海道と沖縄県を除く45都府県にて販売され、2023年は北海道でも販売される（北海道では、ロバパンにて製造販売される）。
フジパンによると、年間を通じて問い合わせが相次ぎ、非常にファンの多い人気商品である。まとめ買いし、戦利品としてSNSに掲載する顧客も多い。おおよそ、1989年以前出生者の男女から満遍なく支持されている。
ブリーフ&トランクスに「パインパン」という楽曲があり、2013年に行われたコンサートではパインぱんが300個限定で販売された。